# Autovía del Jiloca
La autovía del Jiloca, o A-24, es un proyecto de autovía perteneciente a la Red de carreteras del Estado. Únicamente un tramo de esta autovía se encuentra incluido en el Plan Estratégico de Infraestructuras y Transporte (PEIT), y por tanto tiene visos para ser construido: Se trata del tramo que discurre íntegramente por la provincia de Zaragoza, entre Daroca y Calatayud (donde enlazaría con la autovía del Nordeste). El estudio informativo de este tramo de 43,3 kilómetros de longitud fue aprobado por el Ministerio de Transportes, Movilidad y Agenda Urbana el 24 de julio de 2009, y se previó que la adjudicación de las obras se iniciara a finales de 2011 o a principios de 2012. El coste estimado de la obra fue de 149,6 millones de euros. Debido a la crisis económica de aquellos años, el proyecto de esta autovía quedó a la espera.
Es una autovía, que si algún día se construye entera, unirá Daroca y Burgos paralelamente a la N-234, pero también pasará por Soria y si algún día se construyen todas las autovías que pasaran por esta ciudad, se unirían allí: la A-11, la A-13, la A-15 y la A-24.
En 2021, Teruel Existe registró una serie de enmiendas para incrementar la dotación de los presupuestos de los estudios informativos de la A-24. Hasta entonces, sigue pendiente del nuevo estudio informativo. De momento, en las asignaciones presupuestarias del Estado, el proyecto solo cuenta el tramo entre Daroca y Calatayud. Por lo tanto, queda descartado el tramo entre Calatayud y Burgos.

## Tramos
| Denominación | Tramo              | Kilómetros | Estado (2025)                                                      |
| ------------ | ------------------ | ---------- | ------------------------------------------------------------------ |
|              | Lechón - Daroca    | 14         | Estudio informativo caducado (pendiente nuevo estudio informativo) |
|              | Daroca - Calatayud | 43,3       | Estudio informativo caducado (pendiente nuevo estudio informativo) |